# Johann III Bernoulli
Johann III Bernoulli (también conocido como Jean; 4 de noviembre de 1744, Basilea-13 de julio de 1807, Berlín), fue un matemático y astrónomo suizo perteneciente a la familia Bernoulli, era nieto de Johann Bernoulli e hijo de Johann II Bernoulli. Estudió en Basilea y Neuchâtel. Con trece años obtuvo el grado de doctor en filosofía. A los diecinueve fue nombrado astrónomo real de Berlín. Algunos años más tarde, visitó Alemania, Francia, Inglaterra y con posterioridad Italia, Rusia y Polonia, donde escribió sobre Casubia. A su vuelta a Berlín, fue nombrado director del departamento de matemáticas de la Academia.
Sus escritos versan sobre viajes, astronomía, geografía y matemáticas. En 1774 publicó una traducción al francés de Elementos de álgebra de Leonhard Euler. Contribuyó con diversos trabajos a la Academia Prusiana de las Ciencias, y en 1774, fue elegido miembro extranjero de la Real Academia de las Ciencias de Suecia.

## Obras
- Recueil pour les astronomes. 3 volúmenes a 1 volumen suplementar, Berlín 1771-1779
- Reisen durch Brandenburg, Pommern, Preussen, Curland, Russland und Pohlen in den Jahren 1777 und 1778. Volumen I, Leipzig 1779
- Sammlung kurzer Reisebeschreibungen. 18 volumes, Berlín 1781-1878
- Archiv zur neueren Geschichte, Gegraphie, Natur- und Menschenkenntnis. 8 volúmenes, Leipzig 1783-1788